# Pearson (Argentina)
Pearson (pronunciado: pir-son) es una localidad del partido de Colón, provincia de Buenos Aires, Argentina.
Se encuentra sobre la RP 50, a 15 km de la RN 178, distando 40 km de la ciudad de Colón, 50 km de la ciudad de Pergamino y a escasos km del límite con la provincia de Santa Fe.

## Población
Cuenta con 257 habitantes (Indec, 2010), lo que representa un descenso del 1,5% frente a los 261 habitantes (Indec, 2001) del censo anterior.
| Gráfica de evolución demográfica de Pearson entre 1991 y 2010 |
|                                                               |
| Fuente: Censos nacionales del INDEC                           |